# Toro Rosso STR6
A Toro Rosso STR6 egy Formula–1-es versenyautó, amit a Scuderia Toro Rosso tervezett és versenyeztetett a 2011-es Formula–1 világbajnokság során. Pilótái Sébastien Buemi és Jaime Alguersuari voltak, a tesztpilóta pedig Daniel Ricciardo.

## Áttekintés
Ez volt a csapat második saját építésű kasztnija, miután 2010-ben betiltották annak a lehetőségét, hogy egy másik csapat által készített kasztnit meg lehessen vásárolni. Korábban a testvércsapat Red Bull biztosította ezt számukra. Ez volt az első olyan autója a mindenkori faenzai csapatnak az 1990-es Minardi M190 óta, amelyik Pirelli gumikat használt.
Az autót Ferrari-motorok hajtották, de nem az az évi, hanem az előző, 2010-es specifikációjú, költséghatékonysági okokból.
A csapat legjobb időmérős eredménye egy hatodik hely volt, amit Alguersuari ért el Belgiumban, és ugyancsak övé volt a jobb eredmény futamokon is: két hetedik hely, az olasz és koreai nagydíjakon. A csapat 41 ponttal a konstruktőri tabella nyolcadik helyén végzett.

## Eredmények
(Táblázat értelmezése)

(Félkövér: pole-pozícióból indult; dőlt: leggyorsabb kört futott) 

| Év   | Csapat              | Motor              | Gumik | Pilóták           | 1   | 2   | 3   | 4   | 5   | 6   | 7   | 8   | 9   | 10  | 11  | 12  | 13  | 14  | 15  | 16  | 17  | 18  | 19  | Pontok | Helyezés |
| ---- | ------------------- | ------------------ | ----- | ----------------- | --- | --- | --- | --- | --- | --- | --- | --- | --- | --- | --- | --- | --- | --- | --- | --- | --- | --- | --- | ------ | -------- |
| 2011 | Scuderia Toro Rosso | Ferrari 056 (2010) | P     |                   | AUS | MAL | CHN | TUR | ESP | MON | CAN | EUR | GBR | GER | HUN | BEL | ITA | SIN | JPN | KOR | IND | ABU | BRA | 41     | 8.       |
| 2011 | Scuderia Toro Rosso | Ferrari 056 (2010) | P     | Sébastien Buemi   | 8   | 13  | 14  | 9   | 14  | 10  | 10  | 13  | KI  | 15  | 8   | KI  | 10  | 12  | KI  | 9   | KI  | KI  | 12  | 41     | 8.       |
| 2011 | Scuderia Toro Rosso | Ferrari 056 (2010) | P     | Jaime Alguersuari | 11  | 14  | KI  | 16  | 16  | KI  | 8   | 8   | 10  | 12  | 10  | KI  | 7   | 21† | 15  | 7   | 8   | 15  | 11  | 41     | 8.       |

† - nem fejezte be a futamot, de rangsorolták, mert teljesítette a versenytáv 90 százalékát.